# Banza deplanata
Banza deplanata är en insektsart som beskrevs av Brunner von Wattenwyl 1895. Banza deplanata ingår i släktet Banza och familjen vårtbitare. Inga underarter finns listade i Catalogue of Life.